# Бувье, Ив
Ив Бувье (фр. Yves Bouvier; род. 8 сентября 1963, Женева) — швейцарский предприниматель и арт-дилер, специализирующийся на транспортировке и хранении произведений искусства и ценностей.
Начав карьеру в семейной компании Natural Le Coultre, с 2009 года Ив Бувье развивает свой бизнес на международном уровне. Он экспортирует свою коммерческую модель работы на арт-рынке в Европу и Азию. На данный момент деятельность Ива Бувье посвящена филиалам его компании в Монако, Люксембурге и, в особенности, Сингапуре.
Под его руководством были созданы ультрасовременные свободные порты в таких городах, как Сингапур и Люксембург.
Ив Бувье сотрудничает с государственной компанией в Пекине и готовит запланированное на текущий год открытие огромного свободного порта площадью в 120 000 м2 — «Beijing Freeport of Culture».
Аналогичный проект в городе Шанхай находится в стадии рассмотрения.
Благодаря Иву Бувье, знаковому арендатору свободного порта Женевы, его семейная компания вышла на международный уровень и предлагает своей интернациональной клиентуре широкий спектр услуг, связанных с искусством.

## Личная жизнь
Его отец — Жан-Жак Бувье, бывший сотрудник компании Natural Le Coultre, приобретший её в 1983 году.
Для того, чтобы полноценно развивать деятельность группы компаний в Азии и завершить создание свободного порта в Сингапуре, Ив Бувье переехал в Сингапур в 2009 году.

## Молодость
Ив Бувье с раннего возраста проявлял интерес к искусству, который он смог развить в дальнейшем благодаря своей профессиональной деятельности. С начала 80-х годов он работал вместе с отцом и провел более десяти лет во всех отделах компании — от перевозок до операций по промышленным трансферам.

## Начало карьеры
Компания, первоначально специализировавшаяся на перевозках и складировании, была основана в 1859 году Этьеном Натюралем. В ту пору она носила название Natural Transports.
В 1946 году Жан-Жак Бувье, отец Ива Бувье, присоединился к компании в качестве подмастерья.
В 1983 году семья Бувье выкупила Natural Le Coultre.
В 1989 году Жан-Жак и Ив Бувье создали дочернее предприятие Fine Arts Transports Natural Le Coultre.
Ставший заместителем директора в 1995 году, Ив Бувье занял пост генерального директора группы компаний в 1997 году. Желая сосредоточиться исключительно на области искусства, он производит передачу иных видов деятельности Natural Le Coultre.
В целях развития деятельности группы в Азии, в 1998 году Ив Бувье оставил свои исполнительные полномочия. Менее чем за двадцать лет Ив Бувье превратил небольшую семейную компанию в международную группу, лидера на рынке перевозок и хранения произведений искусства.

## Коммерческая модель и её распространение на международном уровне
С 2005 года Ив Бувье начал экспортировать свою уникальную коммерческую модель за границу.
Модель, разработанная Ивом Бувье, характеризуется объединением различных сфер связанной с искусством деятельности в свободных портах, что позволяет клиентам иметь доступ к широкому спектру специализированных услуг, адресованных коллекционерам, музеям и коммерческим компаниям.
Ив Бувье выбрал Сингапур для того, чтобы создать там новый свободный порт, специализирующийся на объектах искусства. Открытие футуристического здания с высоким уровнем безопасности, располагающего площадями для хранения в 30 000 м2, состоялось в 2010 году.
Подобным образом, в 2014 году в аэропорту Люксембурга было создано помещение для хранения объектов искусства площадью в 22 000 м2.
Сегодня Ив Бувье является мажоритарным акционером свободных портов Люксембурга и Сингапура.
В последнее время он занимается развитием этой модели в Пекине, где намечено открытие амбициозной структуры площадью в 120.000 м2 — «Beijing Freeport of Culture», и работает над реализацией подобного проекта с городом Шанхай.

## Полемика

### История противостояния с Дмитрием Рыболовлевым
Дмитрий Рыболовлев и Ив Бувье познакомились в 2002 году, когда супруги Рыболовлевы (на данный момент Елена является уже бывшей супругой Дмитрия Рыболовлева — их скандальный развод был предметом внимания прессы на протяжении нескольких лет) оказались в свободном порту Женевы в поисках сертификата аутентичности на купленную ими картину Марка Шагала. Рекомендованный подругой четы Рыболовлевых Таней Раппо, Ив Бувье помог им получить данный документ, и мужчины сблизились на почве желания Рыболовлева «собрать самую лучшую коллекцию шедевров мирового искусства». В 2003 году Дмитрий Рыболовлев купил у Бувье первую картину (Ван Гога), за которой последовало около 40 других шедевров на сумму в приблизительно два млрд долларов. По признанию экспертов, на 2014 год коллекции Рыболовлева не было равных среди частных коллекций.
26 февраля 2015 года в Монако по заявлению, поданному российским олигархом Дмитрием Рыболовлевым, Иву Бувье было предъявлено обвинение по подозрению в мошенничестве при продаже различных работ мастеров живописи.
Арт-дилера задержали в Монако, когда он пришёл домой к Рыболовлеву обсудить продажу картины Марка Ротко за 140 млн евро, хотя её рыночная стоимость была примерно на 80 млн евро меньше — сообщает «Медуза». По данным Forbes, повод для обвинения Бувье в мошенничестве появился у Дмитрия Рыболовлева после встречи с Сенди Хеллером (Sandy Heller) — арт-консультантом хедж-фондового миллиардера Стива Коэна (Steve Cohen). Хеллер упомянул о том, что Коэн продал портрет обнаженной работы Модильяни одному «таинственному покупателю» за $93.5 млн, не зная, что покупателем был Рыболовлев, который заплатил Бувье 118 млн долларов.
Бувье решительно отвергает обвинение и подчеркивает, что оно стало для него полной неожиданностью после более чем 12 лет дружеского сотрудничества с Рыболовлевым. Позже Бувье отпустили под залог.
13 марта агентство Reuters сообщило о том, что Высокий суд Сингапура заморозил активы Бувье, «запретив ему выводить из Сингапура любые активы, составляющие до $500 млн, и распоряжаться любыми средствами, находящимися в Сингапуре или за его пределами».
25 марта 2015 г. сингапурский Высокий суд частично снял арест на активы 14 компаний, принадлежащих Иву Бувье, и принял решение, что Дмитрий Рыболовлев должен предоставить $100-миллионную гарантию потенциального ущерба от его иска против Бувье ($20 млн наличными и ещё $80 млн гарантий на полотно Ротко «№ 6»). Эта сумма включает в себя 20 миллионов долларов наличными и передачу на хранение картины Ротко (№ 6 (Фиолетовый, зеленый и красный)).
В ноябре 2015 года апелляционный суд Монако отклонил ходатайство Ива Бувье о признании уголовного дела по факту мошенничества и отмывания денег недействительным.
Как пишет Newyorker, Бувье всегда отличался от остальных арт-дилеров, чем заслужил недовольство многих своих коллег и конкурентов. «Я считаю это (позицию Бувье — примечание) серьёзнейшим конфликтом интересов», — сказал арт-дилер № 1 в мире Ларри Гагосян в интервью «Таймс». Однако, репутация самого Ларри Гагосяна, к чьим услугам в качестве арт-эксперта прибегал Дмитрий Рыболовлев в деле Бувье, оставляет желать лучшего. Так, например, в 2012 году американский миллиардер Рональд Перельман подал в суд на Ларри Гагосяна. В своем иске он утверждал, что последние 20 лет он считал Ларри Гагосяна своим главным советчиком в области покупки и продажи произведений искусства. Однако Гагосян, используя свой авторитет ведущего мирового арт-дилера, манипулировал ценой произведения искусства и скрыл от своего клиента существенную информацию, повлиявшую на его решение о покупке. Также, в июле 2016 года Ларри Гагосян был вынужден выплатить 4,3 миллиона долларов в качестве компенсации за неуплаченный налог на продажи предметов искусства. В течение более 10 лет ему удавалось «оптимизировать налогообложение» с помощью аффилированной компании, но в 2015-м году его «поймали» и обвинили в уходе от уплаты налогов.
22 марта Верховный суд Сингапура отклонил ходатайство швейцарца о прекращении делопроизводства по гражданскому иску, поданному против него в Сингапуре Дмитрием Рыболовлевым. Однако на этом юридическая баталия между Рыболовлевым и Бувье не закончилась. Открыты дополнительные делопроизводства в Швейцарии и Франции.
28 августа Апелляционный суд второго округа США в составе трех судей подписал приказ о представлении документов, чтобы помочь разрешить международное судебное разбирательство. 
Суд подтвердил, что, поскольку Рыболовлев может доказать, что обладает «практической возможностью» приобщить требуемые документы к делу, рассматриваемому за рубежом, ему надлежит дать на это разрешение.
Заседание провел судья Федерального Окружного суда США Льюис Каплан, обычно председательствующий на судебных разбирательствах на уровне суда первой инстанции в Манхэттене. Высказываясь от имени суда, он заявил, что, независимо от количества судебных исков, поданных Рыболовлевым во всем мире по данному вопросу, он может использовать материалы следствия в Монако в ходе судебных разбирательств в Сингапуре, Франции и где угодно.
В сентябре швейцарские власти возбудили против Ива Бувье новое расследование, касающееся возможного уклонения от уплаты налогов на 165 млн швейцарских франков (145 млн долларов).
В настоящее время налоговая Швейцарии проводит обыски и арестовывает собственность Бувье. Ранее была заморожена недвижимость в Женеве, которой Бувье владеет через швейцарскую компанию, — она должна стать гарантией возвращения налогов, если Бувье будет привлечен к ответственности.

### ДелоКатрин Ютен-Бле
Как стало известно швейцарской прессе, в 2015-м году Катрин Ютен-Бле обвинила арт-дилера Ива Бувье в сокрытии якобы украденных у неё картин пера Пикассо.
Речь идет о картинах: Femme se Coiffant («Причесывающаяся женщина») и Espagnole à l’Éventail («Испанка с веером»), которые, как выяснилось позже, Бувье купил у Ютен-Бле и перепродал Дмитрию Рыболовлеву. Рыболовлев, во избежание ещё более громкого скандала, впоследствии передал эти полотна французским властям. Накануне передачи властям, Рыболовлев созвал пресс-конференцию, на которой заявил о готовности вернуть картины Пикассо. Он подчеркнул, как сообщает французское агентство AFP, что желает, чтобы «правда восторжествовала».
Ютен-Бле заявила, что никогда не была знакома с Бувье и в любом случае никогда не собиралась продавать эти картины (речь идёт о двух портретах Жаклин и 58 рисунках тушью), так как они являлись для неё памятью о матери.
Однако, просочившиеся в прессу конфиденциальные документы доказывают, что Катрин Ютен-Бле знала Бувье задолго до скандала, так как она уже продала арт-дилеру эти и другие картины Пикассо на сумму в 8 миллионов евро. Деньги были переведены Бувье компании Нобило Траст, которая, в свою очередь, перевела их на счёт Ютен-Бле. Данная новость вызвала ажиотаж в прессе, так как указывала не только на мошенничество Ютен-Бле, но также на её попытку ухода от уплаты налогов.

### Дело Тани Раппо
23 февраля 2016 года власти Монако предъявили обвинение адвокату Дмитрия Рыболовлева Татьяне Бершеда по подозрению во вмешательстве в личную жизнь жительницы Швейцарии Тани Раппо. Годом ранее Бершеда записала на мобильный телефон запись разговора между Рыболовлевым и Раппо, выступавшей переводчиком на переговорах российского бизнесмена с арт-дилером Ивом Бувье, не уведомив последнюю об этом.
В рамках расследования по жалобе Раппо, 17 ноября 2015 года был арестован и допрошен не только Дмитрий Рыболовлев, но и Татьяна Бершеда — персонаж, играющий ключевую роль в противостоянии российского олигарха и Ива Бувье. Именно она, в нарушение профессиональной этики, играла одновременно роль адвоката, переводчика показаний со стороны обвинения и свидетеля в этом деле. Преданная своему единственному клиенту, Татьяна Бершеда также была замечена в обмане при даче показаний 19 февраля 2015 года, когда она привлекла в качестве свидетеля против Бувье господина Шатила, на что последний ответил крайней степенью удивления, отрицая все предписываемые ему Бершедой слова. Когда эти факты были преданы огласке швейцарским изданием Le Temps, Бершеда попыталась оспорить трактовку дела Бувье газетой, но Швейцарский совет по печати признал правоту издания, чьи журналисты заявили о том, что речь шла о «попытке запугивания», направленной на создание препятствий на пути журналистского расследования, которое велось четко, независимо, беспристрастно, с жестким соблюдением закона и деонтологических правил профессии со стороны адвоката Рыболовлева.
Ив Бувье продал Дмитрию Рыболовлеву почти 40 произведений искусства на сумму более 2 млрд долларов. Позже арт-дилеру были предъявлены обвинения в мошенничестве и соучастии в отмывании денег. Обвинения в отмывании денег также были предъявлены Раппо, которая получала от Бувье комиссионные как посредник в качестве благодарности за то, что именно она познакомила Ива Бувье с Дмитрием Рыболовлевым в начале 2000-х.
Европейская пресса отмечала, что в совместном деле Бувье и Раппо со стороны обвиняющей стороны в лице Дмитрия Рыболовлева и его адвоката Татьяны Бершеды были организованы попытки сфабриковать дело путем коррумпирования ключевых лиц княжества Монако. Таким образом, служащими банка HSBC, чей офис располагается в том же здании, где у Рыболовлева находится его монакская резиденция, был предоставлен сфальсифицированный документ, якобы подтверждающий наличие совместных счетов в банке у Раппо и Бувье. Впоследствии банк вынужден был признать свою ошибку, обвинив стажера в неправильном копировании имени мужа Раппо, которое, совершенно случайно по словам представителей банка, было заменено именем Ива Бувье. Журналисты провели расследование этой истории и выяснили, что за несколько недель до обвинения Рыболовлевым Раппо и Бувье, российский олигарх принимал у себя в шале в швейцарском Гштааде министра юстиции Монако Филипа Нармино и директора HSBC в Монако Жерара Коэна. Власти княжества были вынуждены отреагировать и 2 июня 2016 года Апелляционный суд Монако постановил допросить служащих банка на предмет связей банка с Дмитрием Рыболовлевым.

### Дело «Спасителя мира»
В 2005 году один американский арт-дилер по имени Александр Париш купил за 10 тыс. долларов то, что по его представлению являлось картиной, написанной одним из последователей «школы Леонардо Да Винчи». 8 лет спустя, к превеликой радости этого торговца искусством и его коллег (Уоррена Адельсона, президента галереи Adelson, и нью-йоркского арт-дилера Роберта Саймона), полотно было продано Иву Бувье за 80 миллионов долларов. Дело в том, что полотно «Спаситель мира» (Salvator Mundi) оказалось написанным самим Да Винчи, как было заявлено аукционным домом Сотбис (Sotheby's).
Чуть позже Ив бувье продал эту картину Дмитрию Рыболовлеву за 127 с половиной миллионов долларов, чем вызвал гнев предыдущих хозяев шедевра искусства, которые пригрозили подать в суд на Сотбис в ноябре 2016 года — иск о мошенничестве с целью получить компенсацию в виде миллионов, которые, по их словам, они недополучили..
Роль аукционного дома заключалась в том, что в 2013-м году при его посредничестве полотно было продано анонимному покупателю, которым и оказался Дмитрий Рыболовлев. Являющимися конфиденциальными данные о покупателе разгласил сам российский миллиардер, что немало удивило коллекционеров предметов искусства по всему миру.
По последним новостям, аукционный дом подал в федеральный суд упреждающий запрос с целью очистить себя от каких-либо нарушений, настаивая на том, что всего лишь способствовал сделке между арт-дилерами и Ивом Бувье и не был вовлечен в последующую перепродажу картины Дмитрию Рыболовлеву.

## Инициативы и участие в проектах
В 2004 году Ив Бувье основал компанию Art Culture Studio, занимающуюся организацией культурных мероприятий.
Он стал, в частности, инициатором и президентом международного салона изящных искусств в Москве и Зальцбурге.
В 2008 году Ив Бувье также стал одним из инициаторов проекта по открытию Парижской Пинакотеки в Сингапуре. Согласно её веб-сайту, эта организация является «первым парижским трансверсальным музеем, где посредством сотни знаковых работ вступает в диалог тысяча лет истории искусства».
Некоммерческие мероприятия являются неотъемлемой частью деятельности Art Culture Studio, которая в 2012 году приняла участие в реконструкции мебели XVIII века для будуара императрицы Жозефины из замка Фонтенбло.
Art Culture Studio поддерживает национальный фонд «Возрождение русской усадьбы», некоммерческую общественную организацию, которая оказывает поддержку исследовательским программам, связанным с восстановлением сельских историко-культурных комплексов.
Ив Бувье является одним из главных инициаторов проекта по строительству так называемого «полюса R4», артистического микро-города на острове Сеген. Этот артистический центр, спроектированный французским архитектором Жаном Нувелем и получивший поддержку и финансирование Ива Бувье, откроется в 2017 году.

## Награды
- Медаль Пушкина (24 февраля 2010 года, Россия) — за большой вклад в развитие и укрепление культурного сотрудничества России со странами Западной Европы[43];